# Stauffacherin

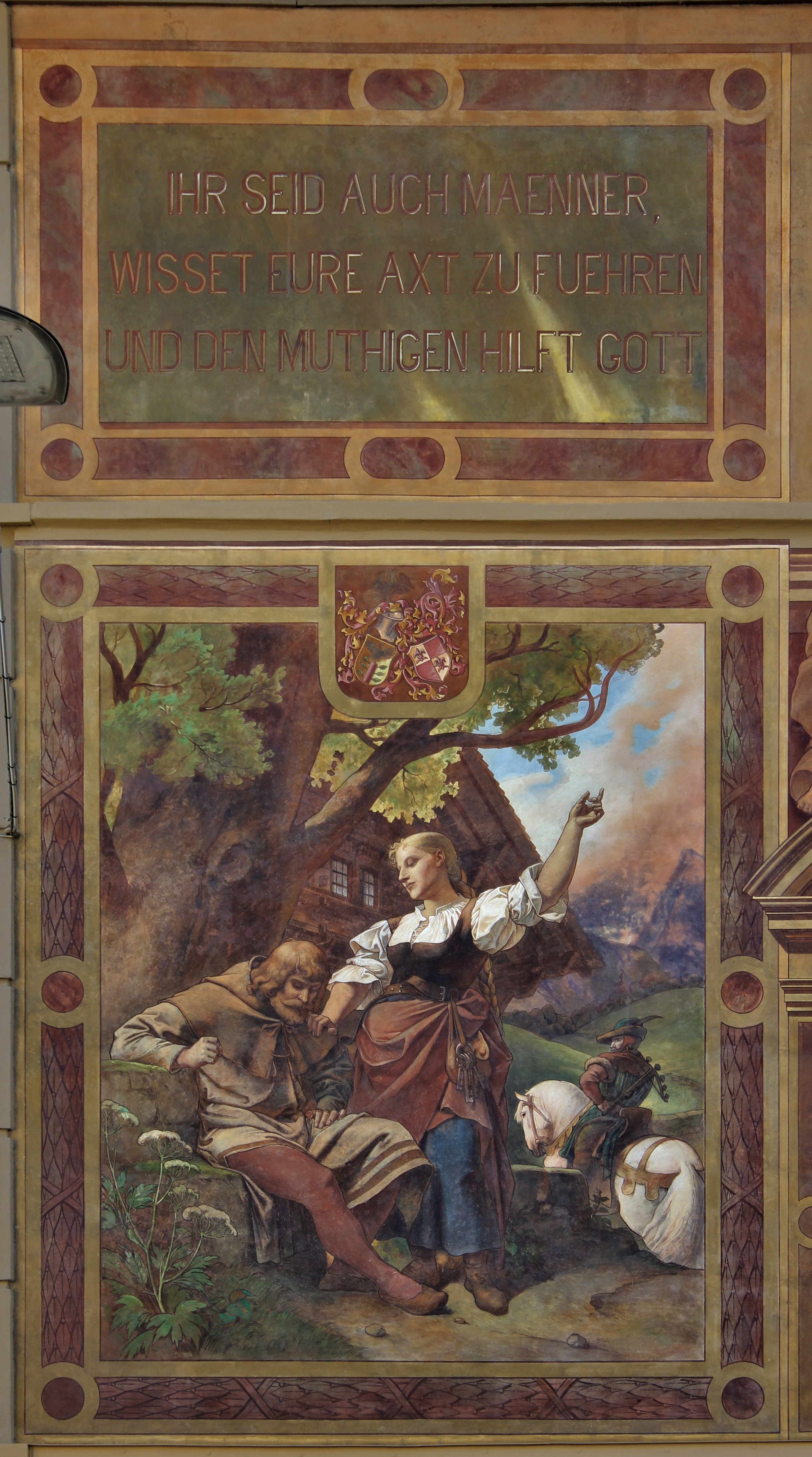
Bild der Stauffacherin-Szene am Rathaus in Schwyz

Die Stauffacherin (bei Friedrich Schiller Gertrud Stauffacher) ist eine Sagenfigur und die Gattin des Schwyzer Landammanns Werner Stauffacher. In der Mythologie der eidgenössischen Befreiungstradition war Stauffacher einer der drei Eidgenossen, die am Rütlischwur beteiligt waren. Die Stauffacher werden mit dem Ort Steinen bei Schwyz identifiziert, wo ihr Name in Quellen aus der Zeit um 1300 bis gegen Ende des 14. Jahrhunderts vorkommt. Eine «Stauffacherin» wird jedoch nicht erwähnt.

## Legende
Stauffachers Gattin hat oft keinen eigenen Namen, sondern wird mittels der Endung -in als Ehefrau identifiziert. Erstmals erwähnt wurde sie um 1470 im Weissen Buch von Sarnen als namenlose Beraterin ihres Mannes. Seither ist ihre Figur mit unterschiedlichen Vorstellungen behaftet. 1788 erschien sie im Supplement zu dem allgemeinen helvetisch-eidgenößischen oder schweizerischen Lexicon als Barbara Heerlobig. Friedrich Schiller gab ihr im Drama Wilhelm Tell den Vornamen Gertrud.
Bei Schiller teilt Gertrud ihrem Mann Werner nach der Begegnung mit Vogt Hermann Gessler ihre Meinung mit und bewegt ihn zur Tat. Für die gute Sache ist sie bereit, einen Krieg, den Brand ihres Hauses oder gar den Tod in Kauf zu nehmen. Obwohl ihr Auftritt kurz ist, hinterlässt sie einen starken Eindruck. Der ihr von Schiller zugeschriebene Aufruf «Sieh vorwärts, Werner, und nicht hinter dich» (1. Aufzug, 2. Szene) wurde zum geflügelten Wort.

## Rezeption
In Gottfried Kellers 1874 veröffentlichter Novelle Das verlorene Lachen wird Frau Gertrud Glor von Schwanau «eine Stauffacherin» genannt. Sie dachte, es komme vom gemeinsamen Taufnamen, «ließ sich aber etwan belehren, daß man gar wohl wisse, was der Name zu bedeuten habe, und daß er das Ideal einer klugen und starken Schweizerfrau bezeichne, einen Stern und Schmuck des Hauses und Trost des Vaterlandes».

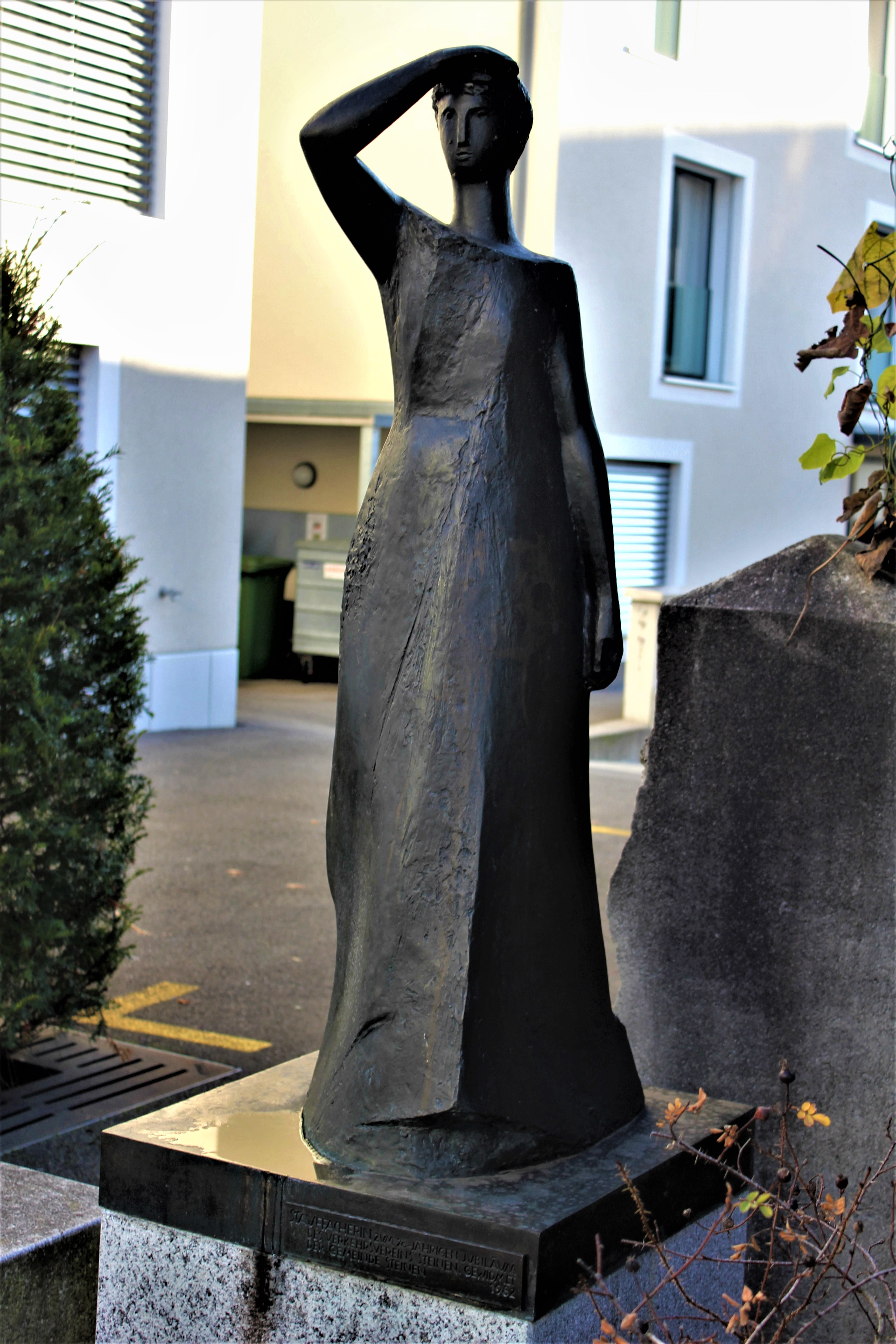
Plastik «Die Stauffacherin» in Steinen

Anlässlich der Bundesfeier 1891 wurde die Figur der Stauffacherin zusammen mit ihrem Mann und dem davonreitenden Vogt Gessler von Ferdinand Wagner auf dem Fassadenschmuck des Schwyzer Rathauses bildlich festgehalten. Auf dem Spruch über dem Bild fordert Gertrud ihren Mann siegessicher und auf Gottes Hilfe vertrauend zum bewaffneten Kampf auf.

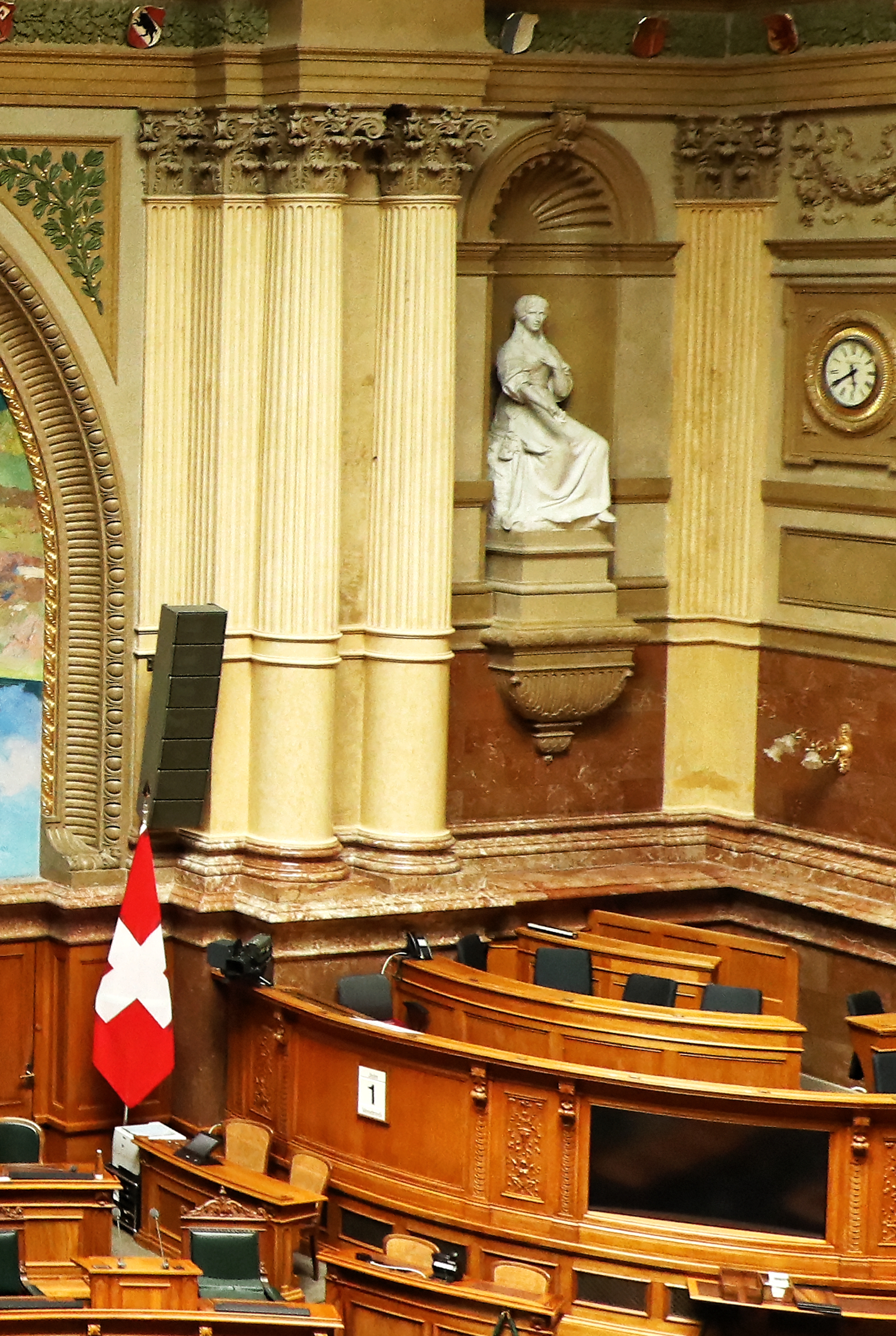
Die Stauffacherin im Nationalratssaal

Der erste Schweizerische Frauenkongress, der 1896 anlässlich der Landesausstellung in Genf stattfand, beauftragte ein Frauen-Comité in Bern mit der Planung eines Denkmals für die Stauffacherin, das in Steinen aufgestellt werden sollte. 1898 erschien ein Entwurf des Bildhauers Max Leu in der deutschen Zeitschrift Die Gartenlaube. Auch auf dieser Darstellung überragt die Stauffacherin ihren Mann. Der Sockel des Denkmals hätte folgende Inschrift getragen: «Sieh vorwärts Werner». Es wurde aus Geldmangel nie verwirklicht. 1902 wurde jedoch im Nationalratssaal des Bundeshauses eine Stauffacherin als «Trägerin der Idee» neben Tell als «Mann der Tat» aufgestellt. Und seit 1982 steht in Steinen die 1976 von Josef Rickenbacher geschaffene Plastik «Die Stauffacherin».
1899 wurde der Bund junger Stauffacherinnen gegründet, der sich um die Ausbildung von benachteiligten Mädchen und jungen Frauen kümmerte. Sie absolvierten Kurse in Charakterbildung, ethisch-religiöser Lebensführung und Heimatkunst. Diese Kurse wurden durch Spenden finanziert. Ziel des Vereins war die «Ertüchtigung der künftigen Mutter». Der von Lina Zürrer geleitete Bund war bis um 1930 aktiv. Weiterhin bestehend ist hingegen der 1922 gegründete Stauffacherinnenbund Thalwil, der in Thalwil eine gemeinnützige Brockenstube betreibt. In Zürich befindet sich nahe der Stauffacherstrasse eine Unterkunft für Frauen namens Haus zur Stauffacherin. Sie wurde 1938 als Pension eröffnet.
1934 beschäftigte sich die Historikerin Maria Waser in der Reihe Schriften für Schweizer Art und Kunst mit dem Wesen des Schweizertums. Sie pries den Freiheitswillen der «stolzen, unbeugsamen und von Freiheitsliebe» erfüllten Stauffacherin. Wilhelm Tell und die Stauffacherin verkörperten in ihrem Text das männliche und das weibliche Prinzip.
Im Film Landammann Stauffacher (1941) ist die Ehefrau Werner Stauffachers bereits gestorben. Seine Tochter Margret (Anne-Marie Blanc) führt den Haushalt.
2004 griff die auf Geschlechtergeschichte spezialisierte Historikerin Elisabeth Joris den Vergleich zwischen Wilhelm Tell und Gertrud Stauffacher wieder auf und sprach in einem Referat über die «ungleiche Karriere des fiktiven Paares».
In der ersten Folge der Dokufiktion Die Schweizer (2013) heisst Stauffachers Frau Hanna. Sie tritt in Steinen meist an der Seite ihres Mannes auf, gibt ihm aber keinen Rat.